# Савицький Дмитро Васильович
Сави́цький Дмитро́ Васи́льович (*2 листопада (14 листопада) 1829 — †20 грудня 1899 (1 січня 1900)) — український архітектор, інженер, статський радник.

## Життєпис
Народився 2 листопада (14 листопада) 1829 року в с. Чумаки Катеринославської губернії (за іншими даними — у Городні Чернігівської губернії). Походив з козацько-старшинського, згодом — дворянського роду Савицьких, відомого із XVII століття.
Освіту здобував упродовж 1845-1850 років у Петербурзі в Будівельному училищі Головного управління шляхів сполучення і громадських будівель, закінчивши яке 1 серпня 1850 року отримав чин губернського секретаря, а 26 серпня того ж року — посаду архітектурного помічника Катеринославської губернської будівельної і дорожньої комісії.
У 1861-1862 роках займав посаду Таврійського губернського архітектора, далі — старшого міського архітектора в Ростові-на-Дону. Від 14 лютого 1866 року обіймав пост виконувача обов’язків Чернігівського губернського інженера, а з літа 1868 року був затверджений на цій посаді зі званням інженер-архітектора будівельного відділення Чернігівського губернського земства.
Як чернігівський губернський інженер, з 1875 року — статський радник, служив до кінця життя. Був автором споруд найбільших навчальних закладів Чернігова, до його доробку належать також деякі житлові будинки та різнопрофільні споруди на теренах Чернігівської губернії. Сміливо експериментував із різними архітектурними стилями, від класицизму та історизму до модерну й неоготики.
Володів маєтком в с. Чемер Козелецького повіту, згодом — маєтком у с. Обтове Кролевецького повіту. Проживав у Чернігові, у власному будинку на Гончій вулиці.
Помер 20 грудня 1899 (1 січня 1900) року.

## Родина
З 1 травня 1860 по 8 листопада 1888 року був одружений з Юстиною Лукиничною Савицькою (*бл. 1822 — †1888). Дітей не мали.

## Роботи
- Проєкт будівлі для Чернігівського повітового духовного училища (реалізовано 1879; добудова 1900-1902 рр.);[3]
- Проєкт будівлі для Жіночого єпархіального училища в Чернігові (реалізовано 1882-1886 рр.);
- Проєкт будівлі для Володимирського змішаного міського училища в Чернігові (реалізовано 1893 р.);
- Проєкт будівлі для Чернігівської жіночої гімназії (реалізовано 1899 р.);[4]
- Проєкт перепланування будівлі ремісничих цехів для Музею українських старожитностей у Чернігові (реалізовано 1902 р.);[5]
- Проєкт будівлі для Чернігівського реального училища (реалізовано 1902 р.);[6]
- Проєкт храму для Городні.

## Галерея

Будівля Чернігівського жіночого єпархіального училища, 1882–1886 рр. (не збереглася)
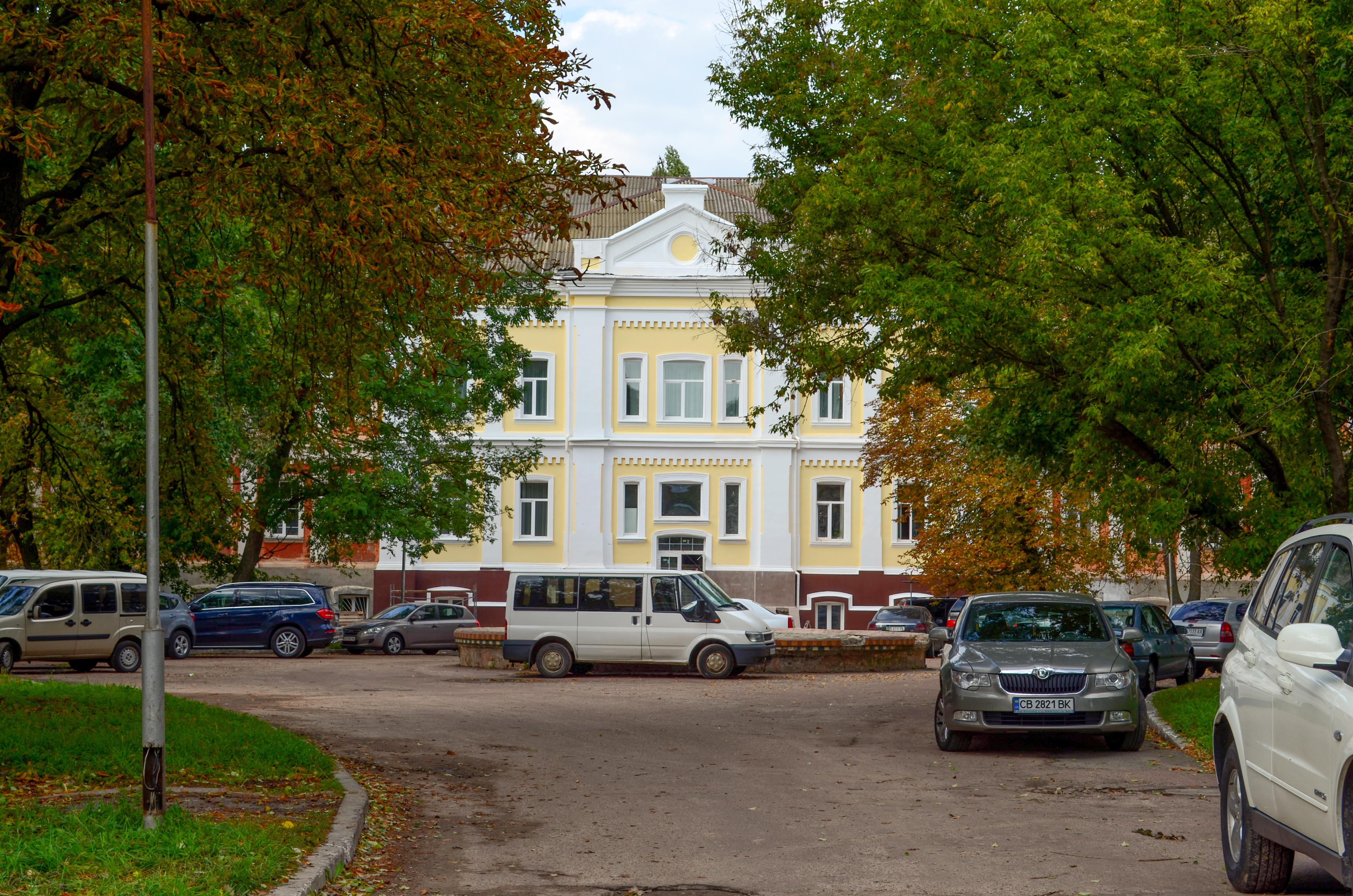
Будівля Чернігівського повітового духовного училища, 1879; 1900–1902 рр.
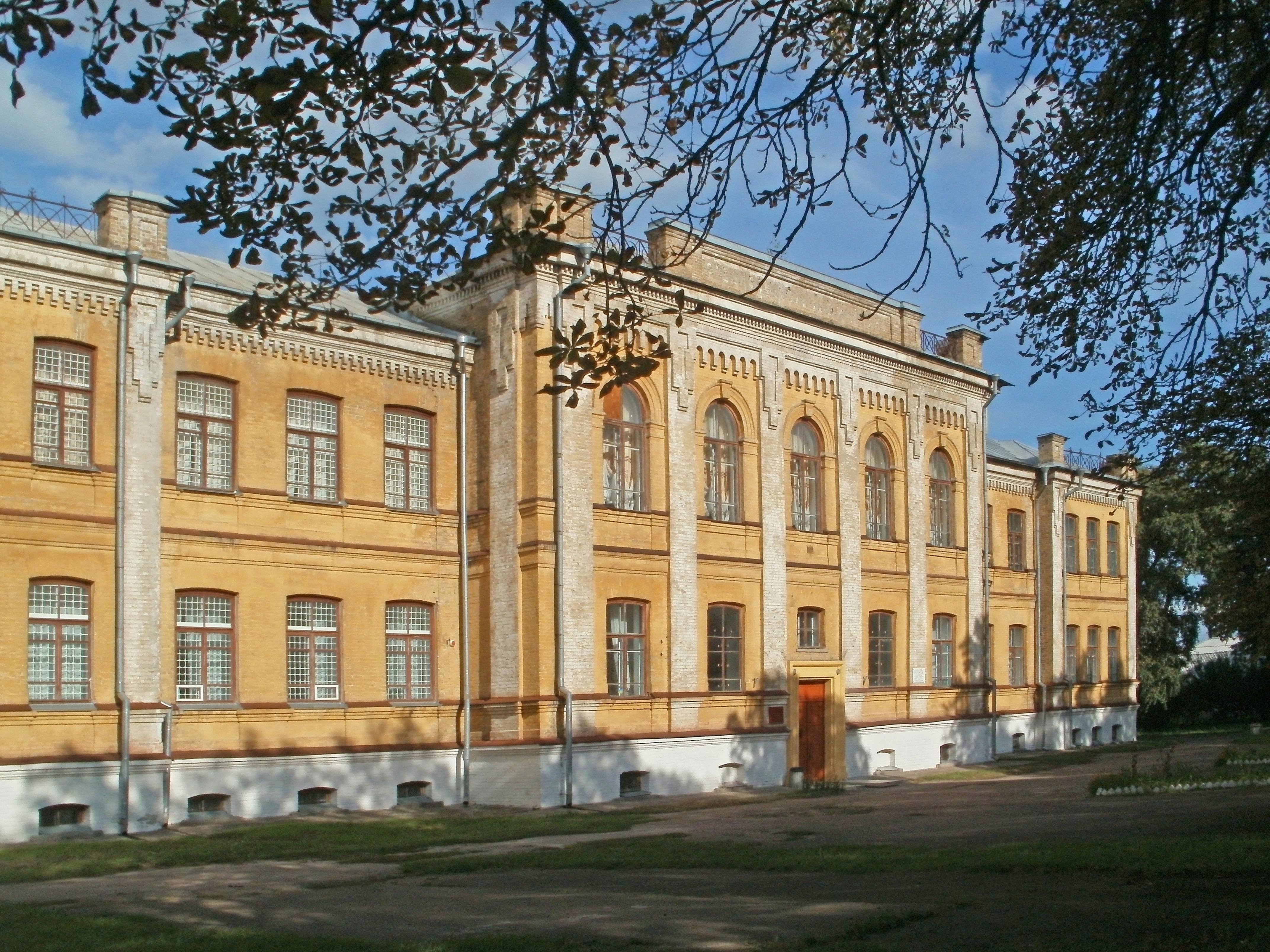
Будівля Чернігівської жіночої гімназії, 1899 р.
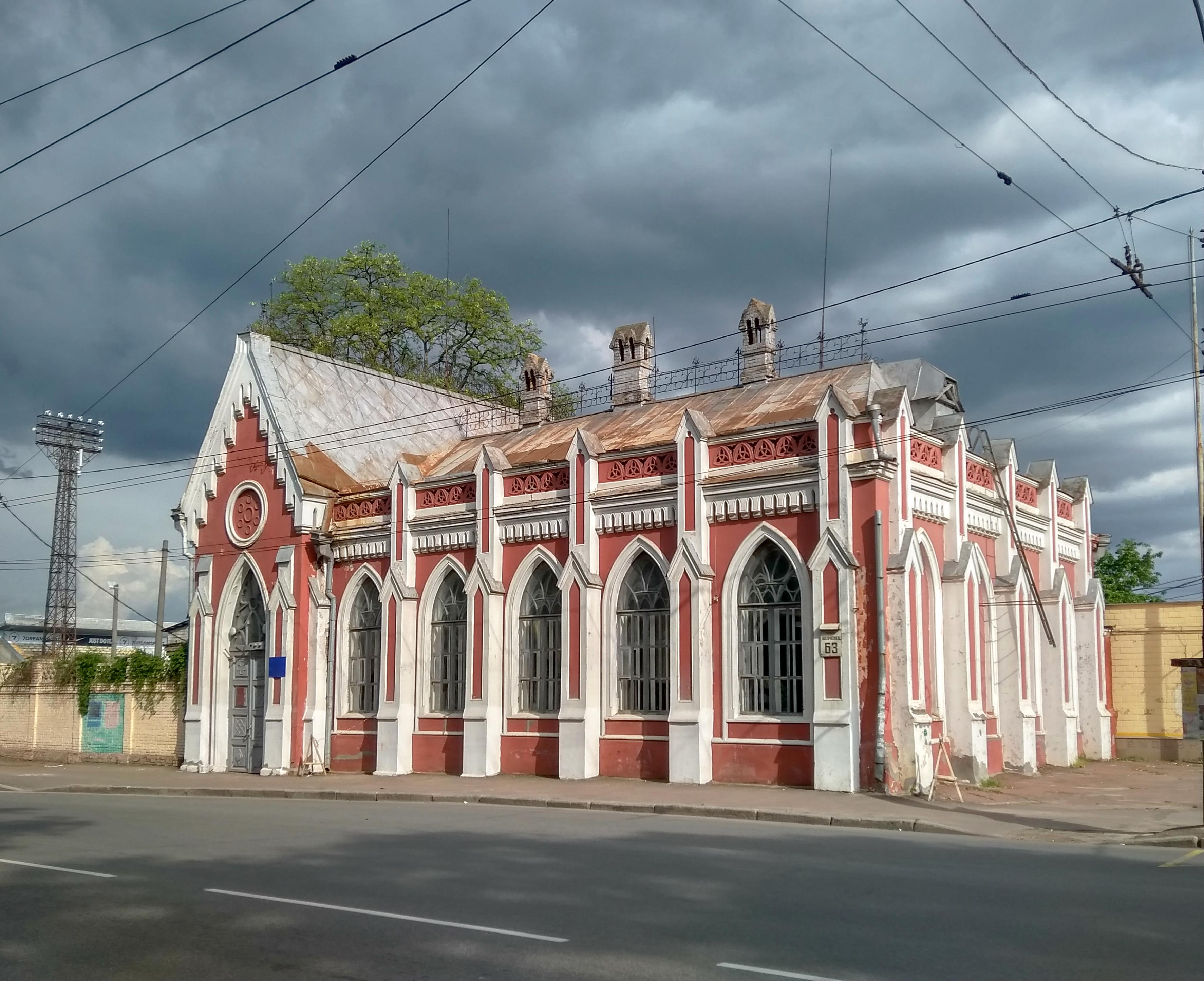
Будівля Музею українських старожитностей, 1902 р.
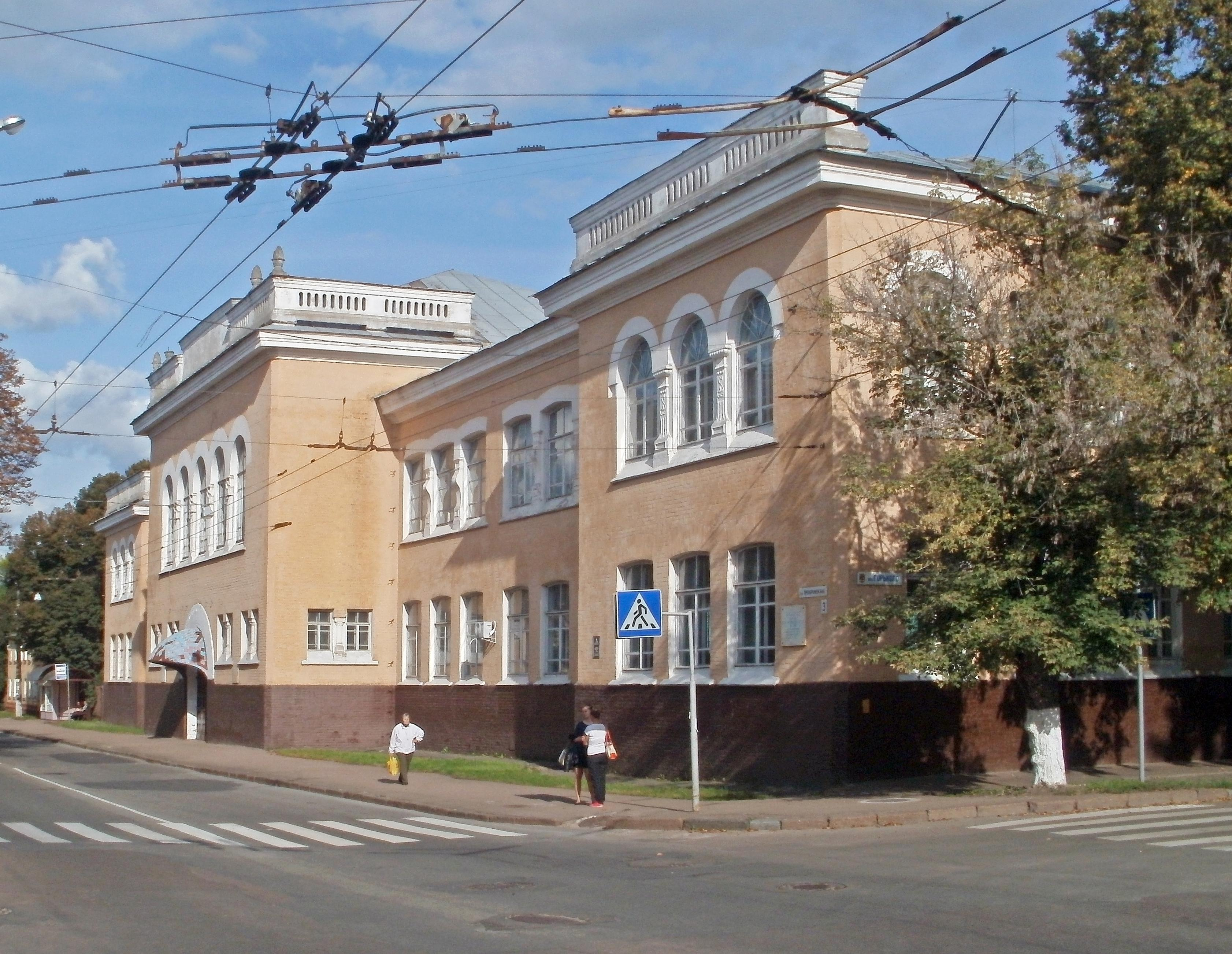
Будівля Чернігівського реального училища, 1902 р.